# Astragalus centralis
Astragalus centralis är en ärtväxtart som beskrevs av Edmund Perry Sheldon. Astragalus centralis ingår i släktet vedlar, och familjen ärtväxter. Inga underarter finns listade i Catalogue of Life.